# La Trinitaria
La Trinitaria (de Drie-eenheid) was een geheim genootschap, opgericht op 16 juli 1838 door Juan Pablo Duarte met een aantal andere personen. Het doel van de oprichting was de Haïtiaanse overheersing te bestrijden en een onafhankelijke Dominicaanse Republiek te stichten.

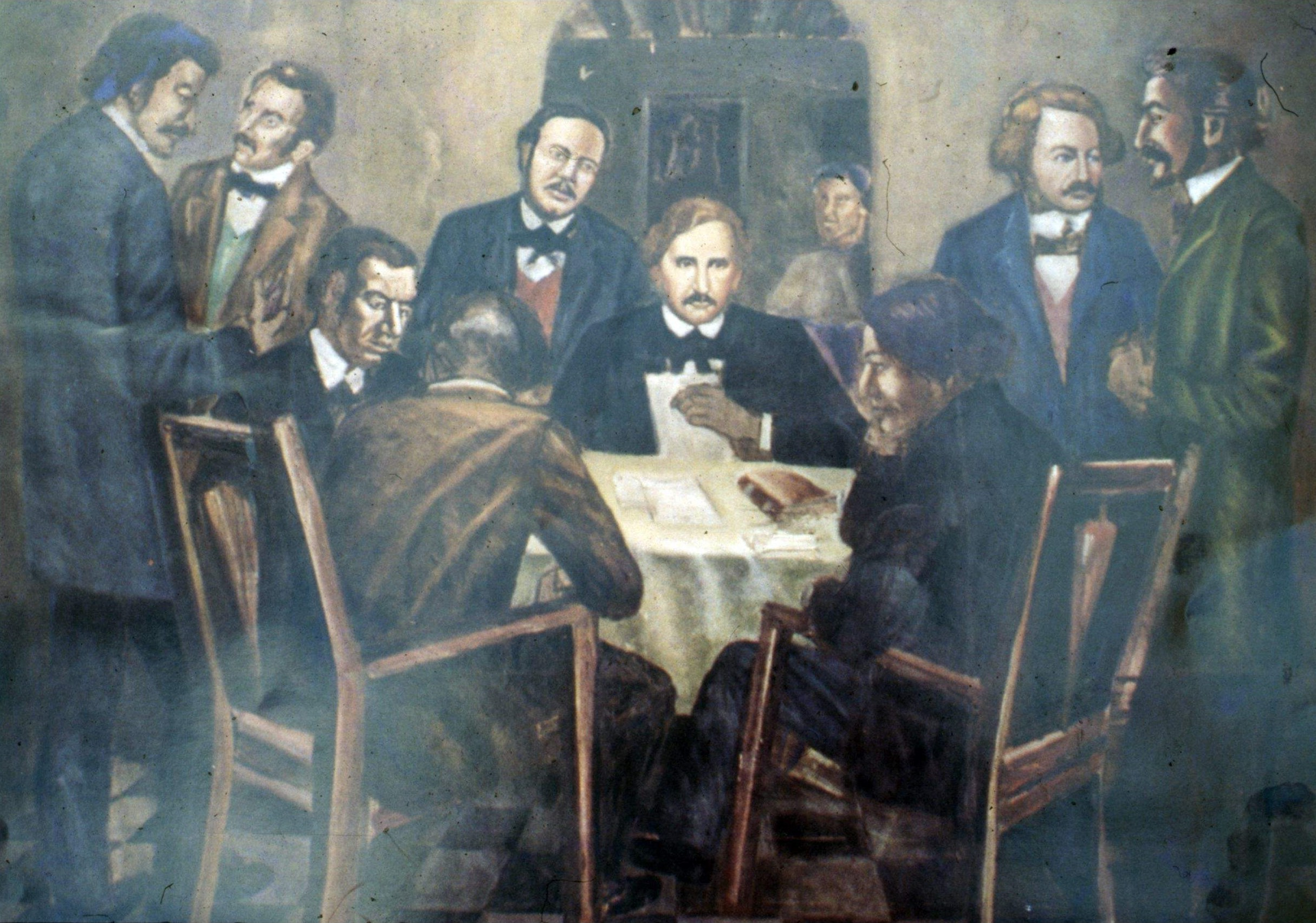
Stichting van La Trinitaria

## Geschiedenis
Duarte zocht een weg naar volledige onafhankelijkheid van Santo Domingo, zoals de Dominicaanse Republiek toen werd genoemd. De naam La Trinitaria gebruikte hij ter ere van de Allerheiligste Drie-eenheid. Ondanks dat Ramón Matías Mella en Francisco Sánchez niet tot de stichtende leden van La Trinitaria behoorden, waren zij van doorslaggevend belang in de strijd voor onafhankelijkheid. Duarte, Mella en Sánchez worden daarom samen beschouwd als, de Padres de la Patria (Vaders des Vaderlands), van de Dominicaanse Republiek. Ze werden gesteund door Pedro Santana, een rijke veehouder van El Seibo, die generaal werd van het leger van de ontluikende Republiek. De eerste grondwet van de Dominicaanse Republiek werd op 6 november 1844 van kracht, waarbij de Grondwet van de Verenigde Staten als voorbeeld had gediend.

## Stichting

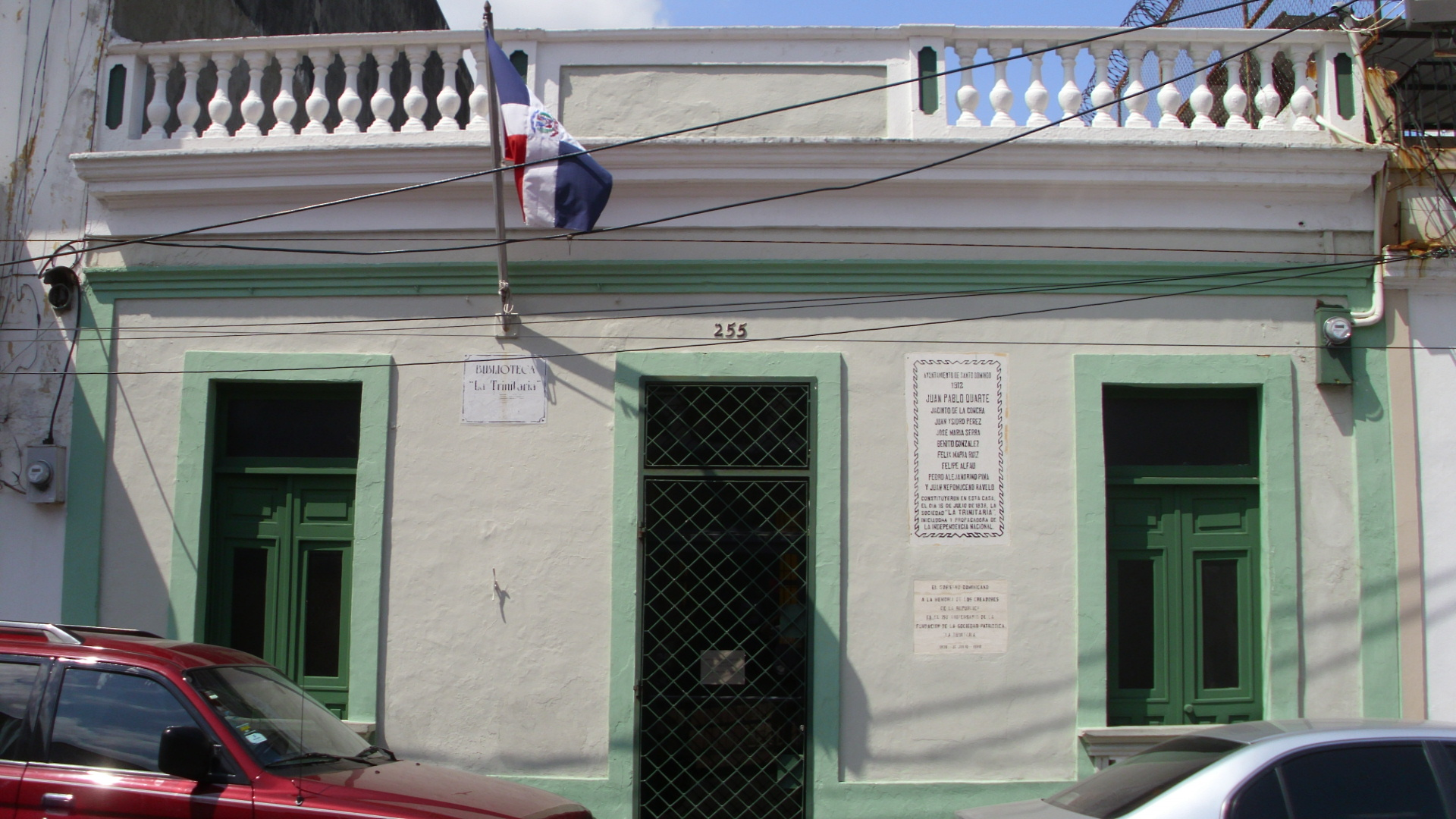
Calle Aartsbisschop Nouel 255

De stichting vond plaats op zondag 16 juli 1838, om 11 uur in de stad Santo Domingo, in de Calle Arquillo nummer 255, later Sint Thomas en nu Aartsbisschop Nouel-straat. Dit was een bescheiden huis van Doña Josefa Perez de La Paz (Chepita) en haar zoon Juan Isidro Perez, ook Trinitariaan. Het was gelegen tegenover de Karmelietenkerk. Duarte koos voor die dag omdat het druk zou zijn vanwege een processie, en hij het gevoel had dat het handiger zou zijn om de vergadering geheim te houden, en gebruik te maken van een afgelegen plaats in de vroege ochtenduren.
In dat huis was hij met acht van zijn vrienden en richtten het geheim genootschap La Trinitaria op. Op die gedenkwaardige bijeenkomst sprak Duarte tot zijn kompanen:
Wij zijn van mening dat tussen de Haïtianen en Dominicanen geen fusie mogelijk is. We zijn twee verschillende soorten, en zullen dat altijd blijven. Onze bestemming is onafhankelijk te zijn, absoluut onafhankelijk. [...] Ons genootschap wordt genoemd La Trinitaria (de Drie - Eenheid), omdat ze bestaat uit groepen van drie en onder de bescherming van de Heilige Drie - Eenheid. Ons motto: Dios, Patria y Libertad. [...] Mijn vrienden, we zijn hier ter ratificering om het doel dat we hadden bedacht, de samenzwering en het in opstand brengen van de mensen tegen de macht van Haïti, om de vrije en onafhankelijke staat te vormen onder de naam "Dominicaanse Republiek". Het witte kruis van onze vlag zal de wereld vertellen dat de Dominicaanse mensen het leven van de vrijheid betreden, verkondig de vereniging van alle rassen door de banden van de beschaving en het Christendom ... De situatie waarin we staan is zeer ernstig en, meer dan dat, het invoeren van deze manier, een terugweg onmogelijk is. Maar nu er nog tijd is om compromissen te sluiten, daarom, als iemand wil scheiden ...
Op dat moment werd hij onderbroken door de aanwezigen die hun beslissing om te vechten, voor de verkondiging van de Dominicaanse Republiek, bevestigden. Duarte haalde een lijst uit zijn zak die iedereen moest teken met hun bloed, maar vóór die plechtige ceremonie, moesten de aanwezigen de volgende eed afleggen, geschreven door Duarte zelf:
In de naam van de Allerheiligste en onverdeelde Drievuldigheid van de Almachtige God, ik zweer en beloof bij mijn eer en geweten, in de handen van onze voorzitter Juan Pablo Duarte, samen met mij, mijn leven en eigendommen voor de definitieve scheiding van de Haïtiaanse overheid en voor een vrije republiek, soeverein en onafhankelijk van buitenlandse overheersing, bekend als de Dominicaanse Republiek, die een driekleur rood en blauw gescheiden door een wit kruis, te leggen. Ondertussen zullen we worden als de Trinitariërs met de heilige woorden 'voor God, vaderland en vrijheid'. Dus ik beloof voor God en de wereld, alles te doen, God zal mij beschermen, en ja, ik er rekening mee zal houden, en mijn kompanen bij meineed en verraad, mij zullen straffen.
Nadat ze de eed hadden afgelegd, en de verklaring hadden ondertekend, zetten de Trinitariërs een kruis door elke naam. Duarte zei toen:

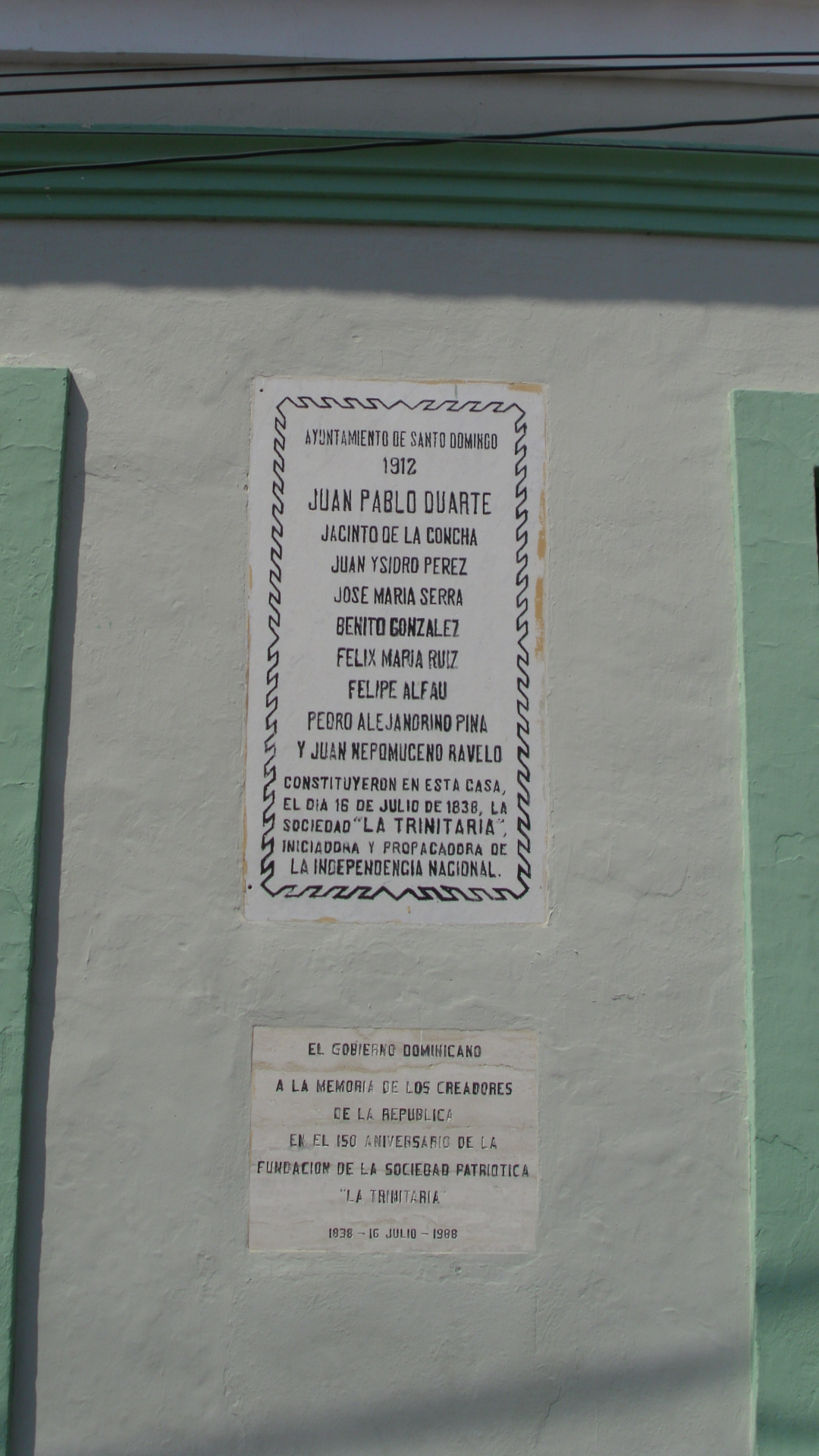
Gegevens op de gevel

Het kruis is niet het teken van het lijden, het is het symbool van de verlossing. Het is onder Uw toezicht voor deelneming aan de Drie-eenheid, en elk van de negen leden moet het herhalen, zolang heeft men te voldoen aan de belofte die we maken, om het vaderland van de macht van de Haïtiaanse te verlossen

## De Trinitariërs
De jeugdgroep die was aangeworven door Juan Pablo Duarte, verzamelde alles wat nodig was om uitgaven voor reizen naar binnensteden te dekken, om taken te organiseren en mensen te werven om meer en meer aanhangers voor de beweging te krijgen. De negen stichtende leden waren verdeeld in drie groepen, vandaar de naam Drie-eenheid. Deze waren:
| - Juan Pablo Duarte president - Juan Isidro Pérez - Pedro Alejandrino Pina | - Félix María Ruiz - José María Serra - Felipe Alfau | - Juan Nepomuceno Ravelo - Benito González - Jacinto de la Concha |

## Doel

De eerste vlag

Het doel was niet alleen het verdrijven van de Haïtiaanse overheid, maar ook de Staat Santo Domingo om te vormen, in een vrije en onafhankelijke Dominicaanse Republiek zonder bemoeienis van andere landen.
Wanneer zij de belofte van de Drie-eenheid deden, was het duidelijk dat zij een nieuwe staat, met de naam Dominicaanse Republiek stichten, dat een driekleur zou hebben, met vier vlakken in rood en blauw, en gedeeld door een wit kruis, als een symbool van zuiverheid.

## La Filantropica
De leden van het geheime genootschap stichtten later de La Filantropica, die hetzelfde doel diende maar niet geheim was, om het bekend te maken en de nationalistische ideeën te verspreiden. Pedro A. Pina werkte op de straat en gebruikte de slogan: "Vrede, eenheid en vriendschap."
La Filantropica ontstond na de ontbinding van het geheime genootschap "La Trinitaria", toegeschreven aan de houding van Felipe Alfau, een van de eerste leden, die werd gezocht om hun levens te redden. [citaat nodig]
De Filantropische sessies waren openbaar, en werd geadverteerd als "Toespraak" waarbij "sommige mensen kwamen om te luisteren en soms enthousiast te juichen," hiervan is helaas geen enkel bewijs.

## La Dramática
Het theater was een manier om het separatistische idee levend te houden in de publieke opinie.
Duarte kende de effectiviteit van drama om de revolutionaire idealen te verspreiden, omdat hij, tijdens zijn verblijf in Catalonië, hoorde van het gebruik van het theater in Spanje, om nationalistische sentimenten van het volk tegen de Franse overheersing te verhogen.
Daarna stichtte hij, wat genoemd werd, La Dramática, waarin bijna alle Trinitarianen een rol als acteur hadden. Veel mensen hadden plezier bij de lessen door middel van de uitvoeringen. Geënsceneerd voor een volk dat strijdt.